# 芭比之仙子的秘密
《芭比之仙子的秘密》（英語：Barbie: A Fairy Secret）是环球影业和Kidtoon Films聯合發行的錄影帶首映動畫電影作品，於2011年3月15日以DVD的形式在美國首次發售，並於4月17日在尼克儿童频道上播出。該作為芭比動畫系列的第19部電影，與上一部電影《芭比之時尚奇蹟》同樣，是一個現代化的原創故事。在這部電影里，Barbie必须与她的競爭對手Raquelle合作，一同前往仙子世界—閃亮杉磯（Gloss Angeles）拯救Ken，使他免于永远困在閃亮杉磯，并阻止中了愛情靈藥魔咒的仙子公主Graciella與Ken结婚。
香港於2011年3月15日由洲立影視有限公司代理發行DVD和VCD。
台灣於2012年7月10日由緯麟集團和傳訊時代多媒體聯合代理發行DVD。
中国大陆由中国录音录像出版总社和上海新索音乐有限公司联合发行DVD。

## 劇情
Barbie和她同樣也作為演員的男友Ken一起出席她最新電影的首映式。由於她的人氣蓋過了她的競爭對手兼合作演員的Raquelle，於是想讓Barbie在紅毯上出醜的Raquelle故意踩到了她的裙子，並把它撕破了。Barbie的造型師Carrie和Taylor，其實都是仙子，她們把Barbie拉到一邊，並偷偷使用魔法修補了她的裙子。Crystal是一名攝影師，同時她也是仙子，她看到了Carrie和Taylor，並跟她們打招呼，然後她給Ken拍了最後一張照片後離開了。Crystal向仙子公主Graciella展示了她在首映式上拍攝的照片。她還給了公主一杯茶，她偷偷地在茶里面摻了愛情靈藥。當Graciella公主喝完茶後，Crystal立刻向公主展示她給Ken拍的照片。Graciella公主看到後幾乎立刻就愛上了他。
第二天，在Wally餐廳里，Barbie就因為被踩破裙子的事和Raquelle展開對峙。當她們來到餐廳門外的時候，Graciella公主、Crystal和兩個仙子助手意外地出現並綁架了Ken。Carrie和Taylor見狀，紛紛變出了翅膀，試圖阻止公主帶走Ken。Graciella公主警告Carrie和Taylor，讓她們快點走開，不要妨礙她舉行婚禮。但在Carrie和Taylor追上前去的時候，通往仙子世界—閃亮杉磯（Gloss Angeles）的傳送門立刻關閉了。看到這一幕的Barbie和Raquelle感到十分困惑，並上前詢問。但Carrie和Taylor試圖說服Barbie和Raquelle不要相信她們看到了仙子，不過最終她們還是承認了仙子的存在。她們解釋說，Ken遇到了麻煩，因為如果一個人類和一個仙子結婚，那這個人類就必須永遠留在閃亮杉磯。因此，Barbie和Raquelle決定前往閃亮杉磯拯救Ken。同時，在閃亮杉磯，Ken和Graciella公主到達皇宮，在那里他們遇到了Zane，他是Graciella公主的男朋友。Zane對Graciella公主的新歡感到憤怒，並向Ken提出連續三次決鬥的挑戰。
Barbie和Raquelle跟着Carrie和Taylor去了一家服裝店，那裡有仙子的秘密通道，這條通道把她們帶到了巴黎埃菲爾鐵塔的頂端，因為巴黎有一條沒有被Graciella公主封鎖的秘密通道可以進入閃亮杉磯。在這裡，Carrie和Taylor還透露，世界著名的時尚評論家Lilianna Roxelle也是地球上最古老、最聰明的仙子，她之前在Millicent時尚設計工作室觀看過Barbie她們的時裝秀，而這條沒有被封鎖的通道只有她才知道。隨後她們拉着Barbie和Raquelle飛到了Lilianna的家，並見到了她。Lilianna告訴她們，Graciella公主的眼睛顏色變成了紫羅蘭色，而她的眼睛原本是藍色的，因為她喝了愛情靈藥。因此，Lilianna給了Barbie一瓶解藥，如果它落在Graciella公主身上，就能讓她恢復正常。另外還透露，Carrie和Taylor之前因為一些個人原因被逐出了閃亮杉磯，如果她們回去被抓住就要被關進地牢裡，可Carrie和Taylor還是執意要一同前往。
Barbie、Raquelle、Carrie和Taylor通過Lilianna的秘密通道來到了閃亮杉磯，為了給Barbie和Raquelle買翅膀，她們在夢想翅膀店停留了一下，在那里她們遇到了店主Reena和她的仙子丈夫Graylen。Reena透露，Graciella公主會在日落的時候和她的新丈夫結婚。Barbie和Raquelle獲得翅膀後，她們來到了閃亮杉磯的皇宮，然後她們偽裝成廚師，來到了Ken和Zane決鬥的地方。Barbie試圖將解藥灑在Graciella公主身上，但是她們全都被Graciella公主施了定身法。因此，Barbie赶紧說出Graciella公主是因為中了愛情靈藥的魔咒才變成這樣的，但Crystal卻急忙辯解，說Barbie在撒谎，她是想抢走Graciella公主的未婚夫。此時，Carrie說是因為Crystal愛上了Zane，所以Crystal計劃讓Graciella公主愛上別人。面對Graciella公主的質問，Crystal在情急之下認出了Carrie和Taylor的鞋子，從而暴露了Carrie和Taylor。於是，Graciella公主把她們闖進来的四個人鎖在了憤怒之球里，並把她們關進了地牢。之後，公主開始逼迫Ken馬上跟她舉行婚禮。在地牢裡，Barbie和Raquelle平心交談，最終解除了她們之間的誤會。Raquelle之所以一直對Barbie如此刻薄，是因為她從來沒有機會成為Barbie的朋友。她們互相道歉，成為了朋友。她們的和解化解了憤怒之球，因此她們的翅膀變得更為真實，她們現在意識到寬恕能讓她們自由飛翔。然後兩人再次飛往皇宮，前去阻止Graciella和Ken的婚禮，並試圖避開隨從和公主的追擊。最後，Barbie趁機把解藥倒在了Graciella公主身上，使Graciella公主恢復了神志。清醒的Graciella公主意識到是Crystal給了她愛情靈藥，並為對Barbie等人的誤會而道歉。她還解釋說，她驅逐Carrie和Taylor的原因是，她們三個曾經是朋友，但Carrie和Taylor花太多時間呆在一起，導致她覺得自己被冷落、被背叛了。在Barbie和Raquelle的催促下，她解除了Carrie和Taylor的禁令，三個仙子互相原諒了對方。Graciella公主隨後懲罰了Crystal，讓她在婚禮結束後負責打掃幹凈，然後去和Zane举行了婚禮。
婚禮結束後，Graciella公主告訴Barbie和Raquelle，當她們和Ken回到人類世界時，她們的翅膀就會消失，當她們再次回到閃亮杉磯時，翅膀又會重新出現。她還告訴她們，她們在這里的冒險記憶都將被抹去，因為Raquelle不能保守仙子的秘密。隨後，Graciella公主把她們和Ken送回了地球。第二天早上，當Barbie醒來時，已經不記得有關閃亮杉磯和仙子的事了，認為這是一場夢。然而，現在她却和Raquelle在不知不覺中成為了好朋友。回到Wally餐廳，Carrie和Taylor告訴她們和Ken，她們和一個老朋友（Graciella公主）重新聯系上了，並準備回她們的家鄉（閃亮杉磯）呆上一段時間。在最後一幕中，Carrie和Taylor在餐廳外變成了仙子，一同飛向了在空中通往閃亮杉磯的傳送門。

## 配音員
※下表列出的角色名字没有中文译名，国语配音完全是以英语的读音來發音。
| 角色                           | 英語原聲                                 | 國語配音 | 國語配音 | 國語配音 |
| 角色                           | 英語原聲                                 | 中国大陆 | 台湾     | 广东话   |
| ------------------------------ | ---------------------------------------- | -------- | -------- | -------- |
| Barbie                         | 黛安娜·卡里娜                            | 司徒影   | 傅其慧   |          |
| Ken                            | 阿德里安·佩特里                          | 董瓦拉   | 何志威   |          |
| Raquelle                       | 布里特妮·厄文                            | 周莹     | 賀世芳   |          |
| Crystal                        | 布里特妮·威尔逊（Brittney Wilson）       | 周莹     | 楊凱凱   |          |
| Carrie                         | 卡桑德拉·莫里斯                          | 周筠     | 吳貴竹   |          |
| Taylor                         | 凯特·希金斯                              | 赵冰冰   | 丘梅君   |          |
| Zane                           | 西尔维奥·波利奥（Silvio Pollio）         | 林朗君   | 康殿宏   |          |
| Princess Graciella             | 亚历山德拉·卡特                          | 樊维思   | 龍顯蕙   |          |
| Lilliana Roxelle               | 妮可·奧利佛                              | 蔡丽蓉   | 杜素真   |          |
| Tracy Clinger                  | 芭芭拉·泰森                              | 李俊英   | 石采薇   |          |
| Reena                          | 坎杜斯·丘吉尔（Candus Churchill）        | 李俊英   | 陳季霞   |          |
| Graylen                        | 纳撒尼尔·迪威奥克斯（Nathaniel DeVeaux） | 张立昆   | 夏治世   |          |
| 婚禮牧師（Wedding Officiant）  | 迈克尔·多布森                            | 张立昆   | 陳宗岳   |          |
| 店員（Fitting Room Attendant） | 妮可·奧利佛                              | 赵威     | 馮艾玫   |          |
| 守衛（Guard）                  |                                          |          | 馬伯強   |          |

## 主题歌
Can You Keep A Secret
创作：Amy Powers, Jeannie Lurie, Gabriel Mann, Rob Hudnut
演唱：Kristina (Kristina Allison)

## 配音譯製人員
中国大陆國語版工作人員
- 翻譯：刘惠岚
- 對白領班：蔡济生
- 對白錄音師：邓显辉
- 混音師：Victor Garcia
- 製作統籌：黄卓瑶
- 國際專案經理：Angela Sa

台灣國語版工作人員
- 翻譯：劉惠嵐
- 對白領班：夏治世
- 對白錄音師：黃子玫
- 混音師：Kostas Gkikas
- 製作統籌：王紀盛
- 國際專案統籌：Angela Sa

## 備註
1. 1 2  依照芭比系列電影上映次序。

## 資料來源
1. ↑  . 2022-11-20  [2022-11-20]. （原始内容存档于2022-11-20）.
2. ↑  . 2022-11-20  [2022-11-20]. （原始内容存档于2022-11-20）.
3. ↑  . 2022-11-20  [2022-11-20]. （原始内容存档于2022-11-20）.
4. ↑  . 2022-11-20  [2022-11-20]. （原始内容存档于2022-11-20）.

## 外部連結
- 《芭比之仙子的秘密》 （页面存档备份，存于） - 環球影業家庭娛樂（英文）
- 互联网电影数据库（IMDb）上《芭比之仙子的秘密》的资料（英文）
- AllMovie上《芭比之仙子的秘密》的资料（英文）
- 爛番茄上《芭比之仙子的秘密》的資料（英文）
- 豆瓣电影上《芭比之仙子的秘密》的資料 （简体中文）